# Jiazhuang qinglu
Jiazhuang qinglu (假装情侣S), noto anche con il titolo internazionale The Pretending Lovers, è un film del 2011 diretto da Liu Fendou, e scritto dal regista stesso in collaborazione con Jiao Huajing.

## Trama
Chen Wen è un assicuratore che incontra una ragazza dal comportamento particolarmente bizzarro, Shen Lu; la giovane propone allo sconosciuto di fingere di essere il suo fidanzato, e Chen acconsente, non avendo una relazione da tempo immemore. Il ragazzo inizialmente considera la questione un semplice gioco, ma in seguito si innamora davvero di Shen, che tuttavia all'improvviso scompare senza lasciare traccia. In seguito Chen ha modo di reincontrare l'amata, che tuttavia afferma di voler mettere fine al particolare "gioco": il giovane non ha tuttavia intenzione di lasciare perdere tutto così facilmente.

## Distribuzione
In Cina la pellicola ha goduto di una distribuzione nazionale a cura della TIK Films, a partire dal 24 giugno 2011.